# Burg in Wiener Neustadt
Die Burg in Wiener Neustadt ist eine im 12. Jahrhundert als Festung errichtete Burganlage. Sie war im 15. Jahrhundert Residenz Friedrich III. und Geburtsort seines Sohnes Kaiser Maximilian I., der dort nach seinem Tod 1519 auch beigesetzt wurde. Seit 1752 ist die Burg Heimat der Theresianischen Militärakademie.

## Geschichte
Durch die Georgenberger Handfeste war das Herzogtum Steiermark im Jahr 1192 an die Babenberger gefallen. Diese beabsichtigten mit der Errichtung einer befestigten Stadt die Grenze gegen das ungarische Königreich zu sichern. Das Lösegeld, das Herzog Leopold V. für den englischen König Richard Löwenherz erhalten hatte, brachte das notwendige Kapital, um die „neue Stadt“ (Nova Civitas) zu bauen. Der Namenszusatz „Wiener“ setzte sich zur besseren Unterscheidung zu anderen Neugründungen erst im 17. Jahrhundert durch.
In der Zeit der Regentschaft Herzog Friedrichs II., des Streitbaren, (1230–1246) wurde an der Südost-Ecke der Stadt eine Zitadelle mit vier Türmen errichtet. Die erste urkundliche Erwähnung dieser Befestigungsanlage erfolgt im Jahr 1260. Die Erdbeben in den Jahren 1348 und 1356 zerstörten die Babenberger-Burg. Reste der Mauern dieser Burg sind noch heute in den Kellergewölben zu sehen. Leopold III. von Habsburg ließ die Burg neu errichten. Der noch erhaltene Schlussstein im ehemaligen Kapellengewölbe im Osttrakt zeigt die Jahreszahl 1379.
Ihre Blütezeit erlebten die Stadt Wiener Neustadt und die Burg im 15. Jahrhundert, als sie Kaiser Friedrich III. viele Jahrzehnte hindurch als Residenz diente. In dieser Zeit entstanden auch die heutige St.-Georgs-Kathedrale und die Wappenwand. Die Burg sah im Wesentlichen schon damals so aus wie heute, hatte allerdings vier Ecktürme. An vielen Stellen findet man noch heute die Inschrift A.E.I.O.U., die auf Friedrich III. zurückgeht.

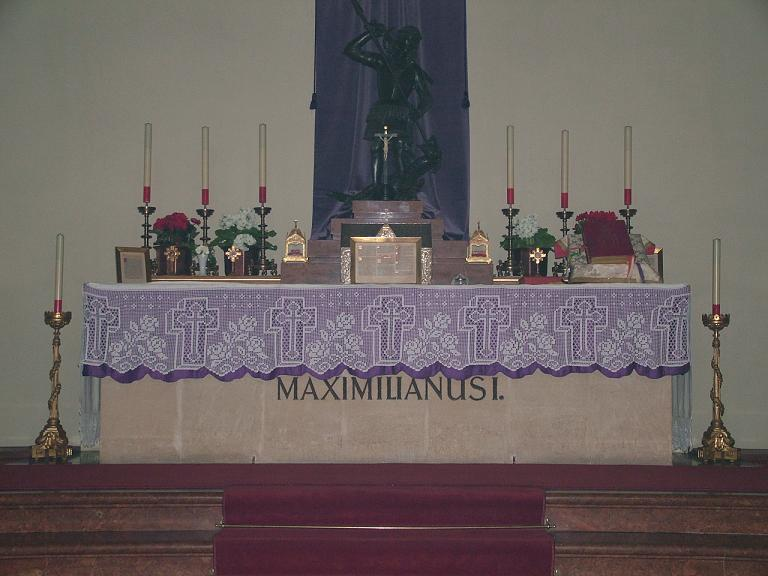
Grab Kaiser Maximilians in der St. Georgs-Kapelle der Burg in Wiener Neustadt

Unter Kaiser Maximilian I. verlor die Burg den Status einer dauernden Residenz und es wurde nur eine Eremitage des Kaisers geschaffen. In der St. Georgs-Kapelle wurde Kaiser Maximilian I. im Jahr 1519 begraben.
1521 zog sich Erzherzog Ferdinand, der spätere Kaiser Ferdinand I., wegen der Widerstände der protestantischen Stande auf die Burg zurück. In der Folge kam es aber zur Verhaftung der Wiener Stadtregierung, die auf Grund des Wiener Neustädter Blutgerichtes hier hingerichtet wurden.
Auch andere bekannte Persönlichkeiten waren im als Staatsgefängnis adaptierten Burgturm, dem Rákócziturm, inhaftiert, wie beispielsweise Franz Rákóczi oder Graf Peter Zrin.
1529 entstanden an der Burg durch die Türkenbelagerung schwere Schäden, 1608 und 1616 wurde sie durch Brände verwüstet.
1743 wurden 1400 französische Kriegsgefangene in der Burg untergebracht. Wenig später brach eine pestartige Epidemie aus, die viele Opfer forderte. Die Burg blieb deshalb wegen der Infektionsgefahr noch zwei Jahre nach Abzug der Überlebenden gesperrt. Danach wurde sie kaum mehr benutzt und verwahrloste.
Am 14. Dezember 1751 wurde die Burg ihrer heutigen Bestimmung zugeführt. Kaiserin Maria Theresia bestimmte sie als Ort für das von ihr gegründete „adelige Kadettenhaus“. Dieses war vorgesehen für die Ausbildung von bis zu 200 Offizierskadetten. Dazu mussten zahlreiche Umbauten durchgeführt werden. Diese führte der Wiener Baumeister Matthias Gerl durch. Das „Adelige Kadettenhaus“ nahm am 11. November 1752 den Betrieb auf.
1768 wurde die Burg durch ein Erdbeben schwer beschädigt. Sie wurde dann nach den Plänen des Baumeisters Nikolaus Pacassi wiederaufgebaut und den Bedürfnissen einer zeitgemäßen Ausbildungsstätte entsprechend angepasst. Drei der vier Türme mussten abgetragen werden. Im Osttrakt wurden neue Kaiserzimmer eingerichtet. An Stelle der Gottleichnamskapelle wurde die Haupttreppe eingezogen. Ebenso wurde das prächtige Westportal geschaffen. Von 1777 bis 1945 blieb der Zustand der Burg praktisch unverändert.

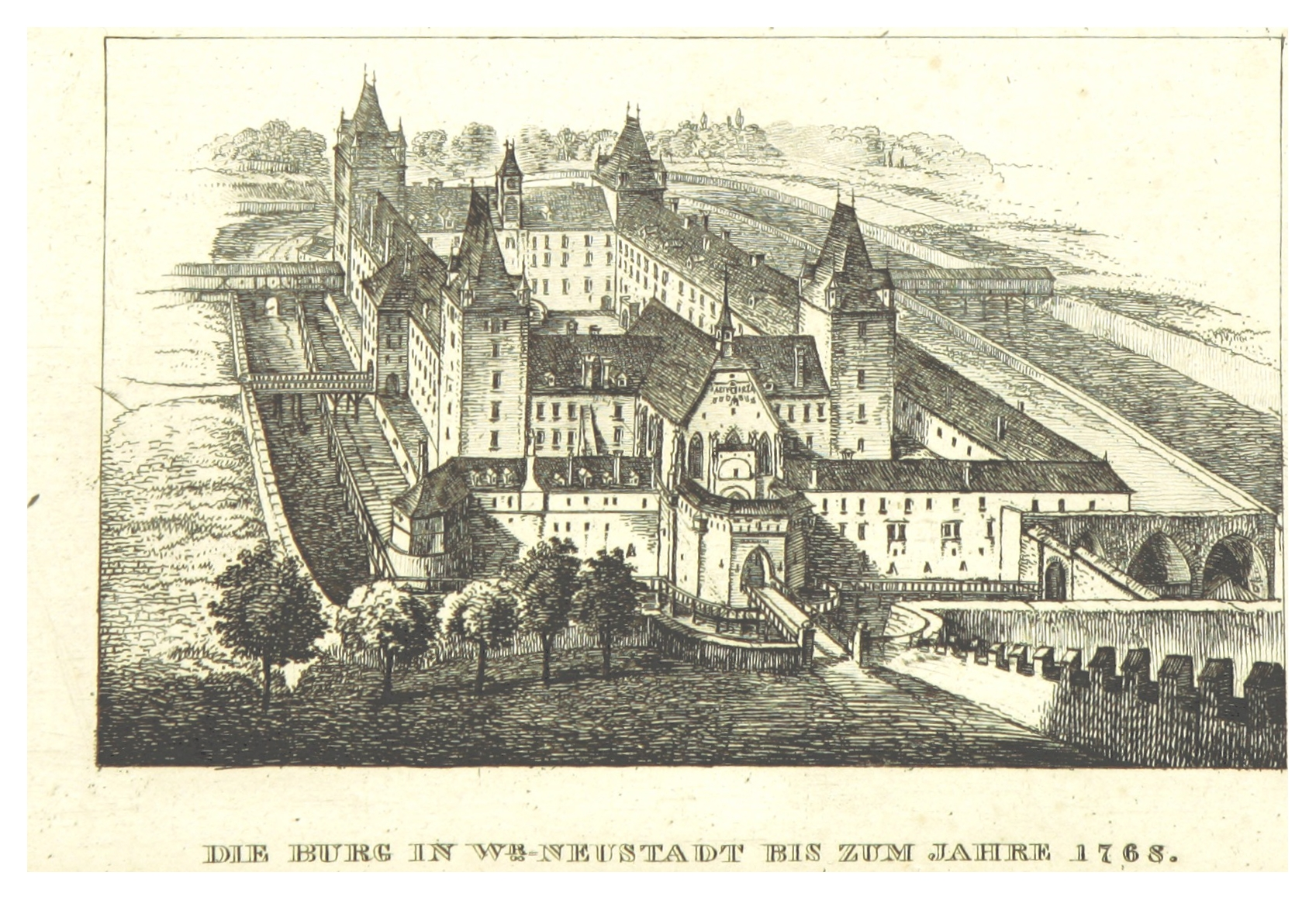
Die kaiserliche Burg vor 1768 – Zeichnung aus Böheims Stadtchronik von 1830

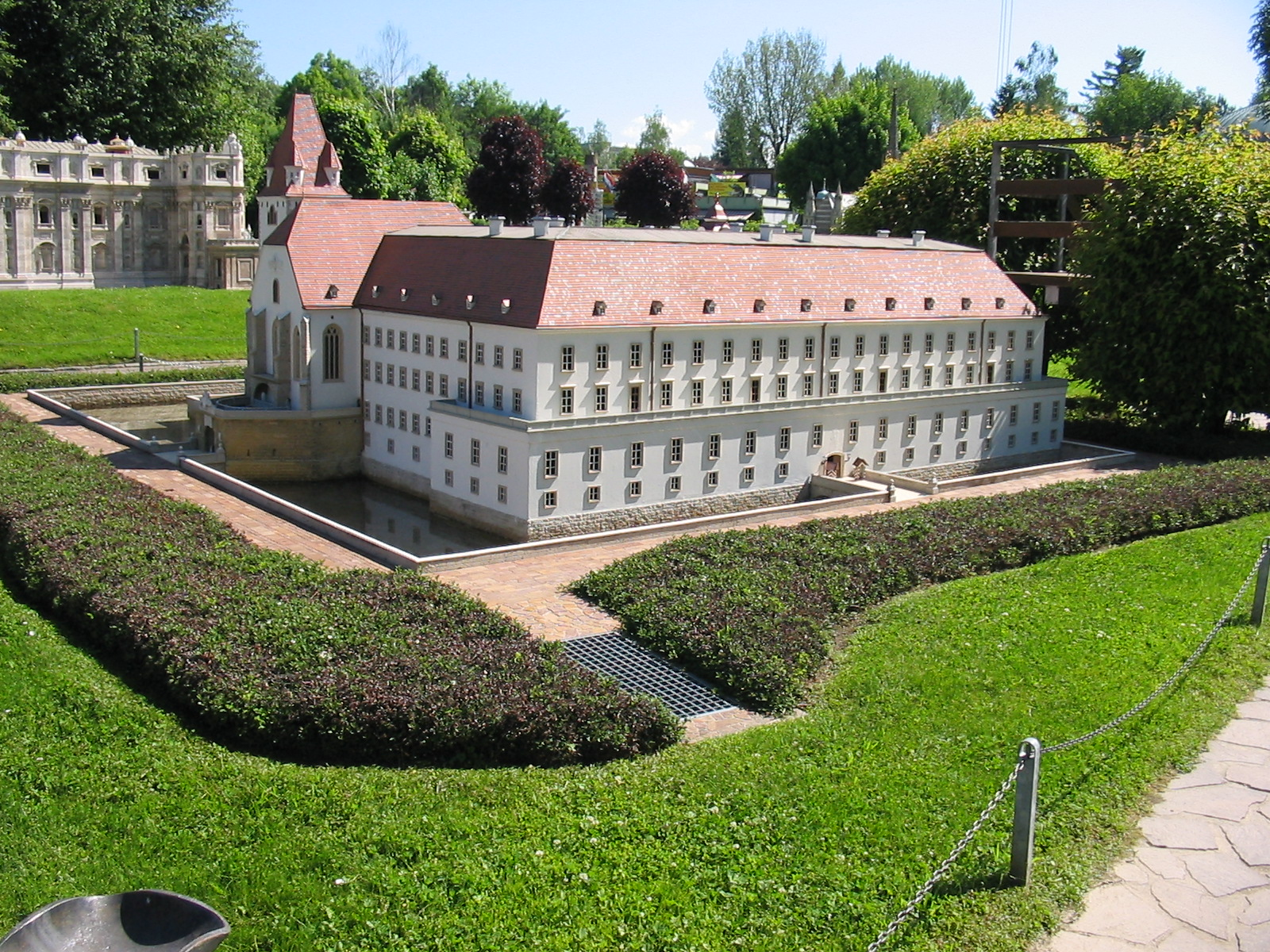
Modell vom heutigen Zustand der Burg

Gegen Ende des Zweiten Weltkriegs 1945 wurde die Burg durch Fliegerbomben, Brände und Plünderungen fast vollkommen zerstört. Die übrig gebliebene Ruine wurde beim Wiederaufbau in den Jahren 1946 bis 1959 in ihrer historischen Form wiederhergestellt. Soweit dies im Bereich des möglichen lag, wurden die historischen Grundmauern belassen, die Raumaufteilung im Inneren wurde jedoch zeitgemäß angepasst. So konnte die Militärakademie im Jahr 1958 ihren Betrieb wieder aufnehmen.
Die Burg, die immer in landesfürstlichem Besitz stand, ist heute im Eigentum der Republik Österreich.

## Anlage

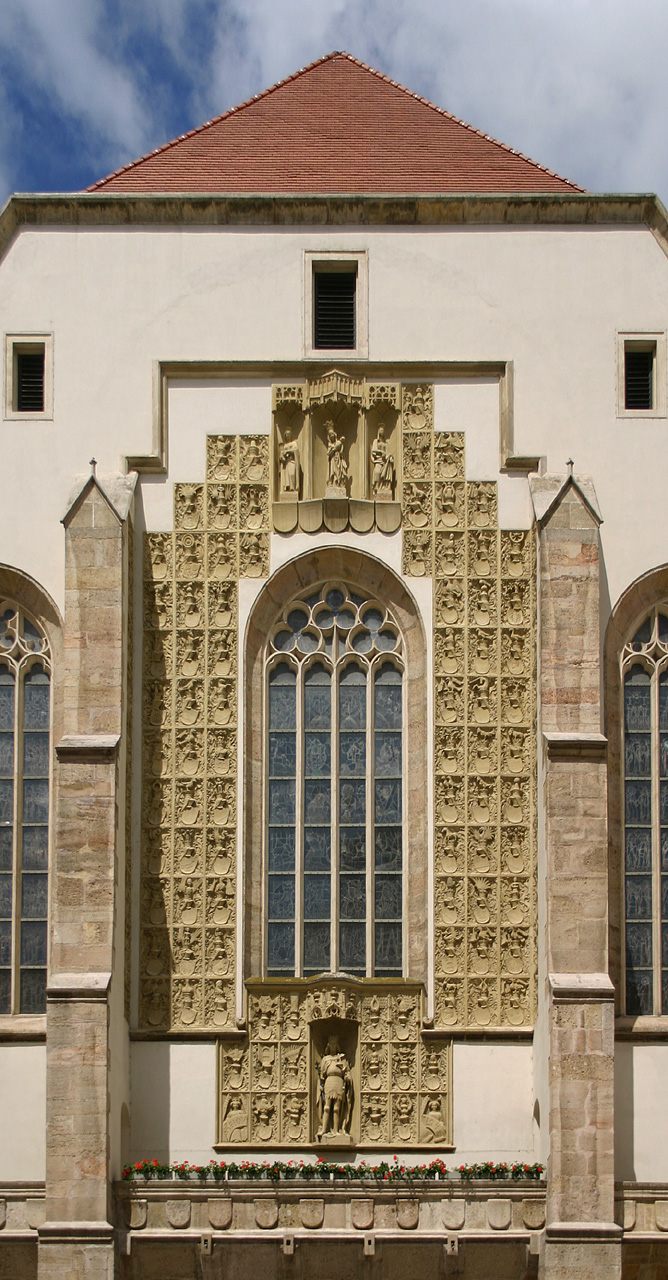
Wappenwand der St. Georgs-Kathedrale

### St. Georgskathedrale
Die St. Georgskathedrale ist eine spätgotische dreischiffige Hallenkirche. Sie wurde von Peter von Pusica in den Jahren 1440–1460 erbaut. Die ursprüngliche Kapelle hieß Marien- oder Frauenkapelle. Unter Friedrich III. wurde sie als Sitz des Georgsritterordens auf Georgskirche umbenannt. Unter den Stufen des Hochaltars wurde 1519 Kaiser Maximilian I. beigesetzt.
Im Zweiten Weltkrieg blieb auch von ihr sehr wenig stehen. Nur eine Säule blieb original erhalten. Diese wurde aber 1945 aus dem weißen Sandstein aus Kaisersteinbruch wieder aufgebaut.
Im Jahre 1963 wurde die Georgskirche Sitz des Militärbischofs und 1987 unter dem Militärbischof Kostelecky zur Kathedrale erhoben. Seit 1990 hat der Militärbischof von Österreich das 1784 aufgelöste Bistum Wiener Neustadt als Titularsitz inne.

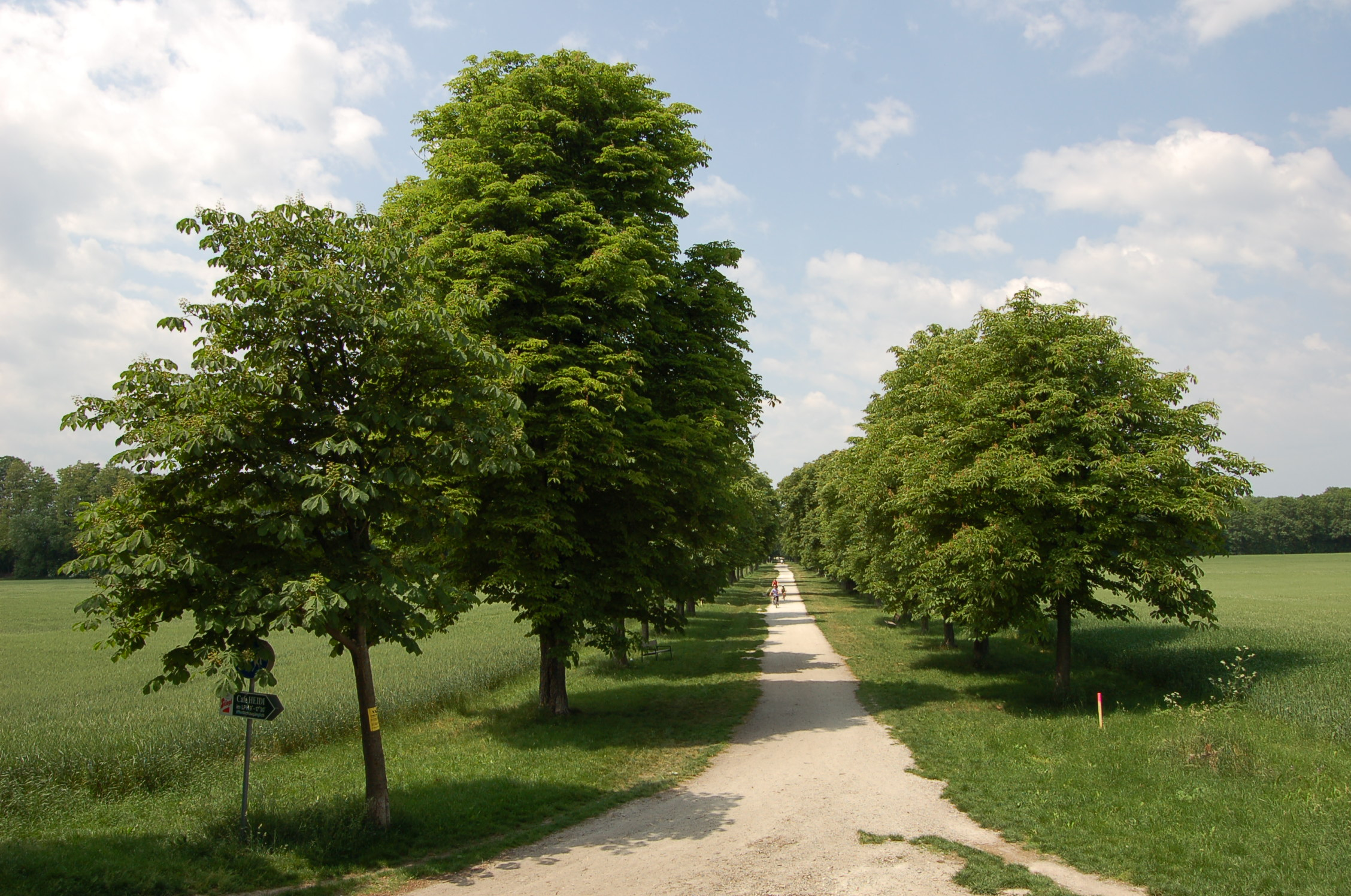
Akademiepark

### Akademiepark und Akademiefriedhof
Das ursprünglich sumpfige Gebiet zwischen der Stadt und der Leitha wurde von Friedrich III. trockengelegt. Auch ein Tierpark wurde angelegt, der bis 1751 bestand. Das 186 ha große Gebiet ist seit Maria Theresia öffentlich zugänglich und wurde später in einen englischen Park umgestaltet. Am Rand dieses Parks befindet sich der Friedhof der Theresianischen Militärakademie.

### Steinobelisk am Rosenhügel
Am Kreuzungspunkt der Fohlenhof-Allee und der Großen Querallee erhebt sich der Rosenhügel. Auf ihm steht ein Marmorobelisk mit einer die Mittagslinie darstellenden Kugel auf der Spitze. Einst stand hier eine „Gloriette“. Hier soll sich im Jahr 1735 Erzherzogin Maria Theresia mit Franz von Lothringen verlobt haben.
Die der Akademie geltenden Kaiserbesuche zwischen den Jahren 1769 und 1918 sind auf dem Marmorobelisken vermerkt.

## Ausstellung
Trotz ihrer militärischen Bestimmung kann die Wiener Neustädter Burg besichtigt werden. Die 2019 anlässlich der Kooperationspartnerschaft mit der Niederösterreichischen Landesausstellung geschaffene Ausstellung "Von der Kaiserresidenz zur Offiziersschmiede" steht Besuchern offen. Die Tour beginnt im Burghof mit dem Blick auf die Wappenwand und führt weiter in die St. Georgs-Kathedrale. Sie begleitet Maximilian I. auf seinem Weg vom letzten Ritter zum ersten Kanonier und verweist augenzwinkernd auf seine Rolle als Social-Media-Star des Spätmittelalters. Eine Türe weiter wird die Burg selbst zur Hauptdarstellerin. In einer 3D-Animation wird das Schicksal der ehemaligen Kaiserresidenz nachgebaut. Der zweite Teil der Ausstellung ist der Offiziersausbildung gewidmet. Hier werden Einblicke in die Abläufe und Traditionen der Theresianischen Militärakademie von 1752 bis heute gegeben. Was Frauen und Männer erwartet, die sich heutzutage der Offiziersausbildung unterziehen, bildet den Abschluss der Führung: Auf Großbildleinwand werden die Höhepunkte der Berufsausbildung, die Österreich zu bieten hat, gezeigt.

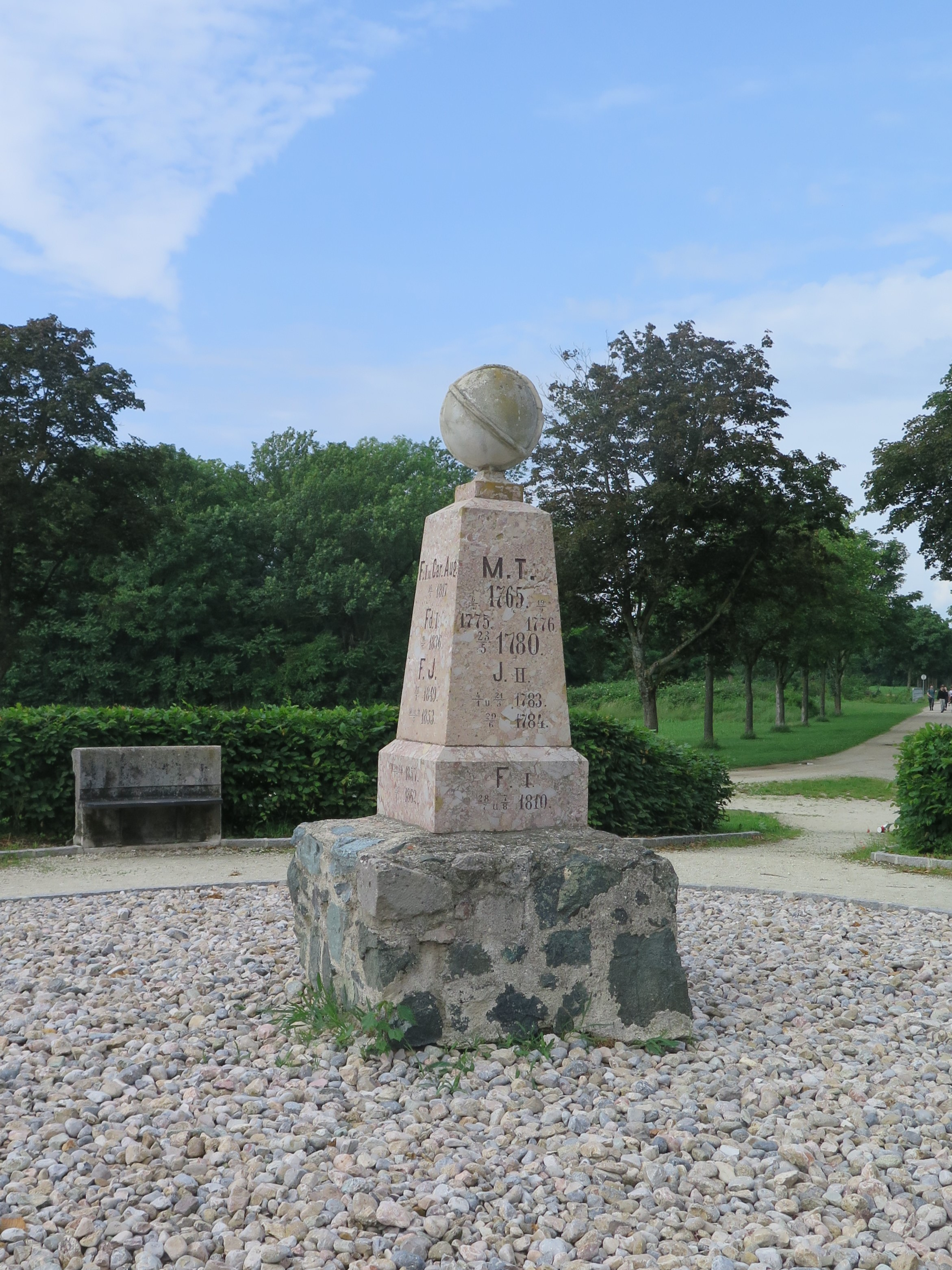
Steinobelisk am Rosenhügel im Akademiepark Wr. Neustadt